# 梅恩蘭島 (奧克尼群島)
梅恩蘭島（英語：Mainland）是蘇格蘭奧克尼群島的最大島嶼。奧克尼群島的兩個主要市鎮柯克沃爾和斯特羅姆內斯皆位於此。此島亦為奧克尼群島的交通樞紐。奧克尼群島有75%的人口居於此島，人口密度比群島其餘島嶼都高。

## 外部連結
- 1911 Encyclopædia Britannica article on Orkney Islands
- Virtual Orkney: A directory of Orkney

58°59′N 3°06′W / 58.983°N 3.100°W